# 2002 en Alberta
Chronologie de l'Alberta
- 1998
- 1999
- 2000
- 2001
- 2002
- 2003
- 2004
- 2005
- 2006

Cette page concerne des événements qui se sont produits durant l'année 2002 dans la province canadienne de l'Alberta.

## Politique
- Premier ministre : Ralph Klein du parti Progressiste-conservateur
- Chef de l'Opposition :
- Lieutenant-gouverneur : Lois Hole
- Législature :

## Décès
- 14 février : Bud Olson (en), ministre de l'agriculteur du Canada et lieutenant-gouverneur de l'Alberta.